# Les Cahiers du Sud
Les Cahiers du Sud a fost o revistă literară franceză cu sediul la Marsilia. Ea a fost fondată de Jean Ballard în 1925 și a apărut până în 1966.

## Istoria și profilul
Ballard a fondat Les Cahiers du Sud ca o continuare a revistei marsilieze Fortunio, fondată în 1914 de Marcel Pagnol. Prin intermediul poetului André Gaillard (1898-1929), revista a publicat operele unor scriitori suprarealiști ca René Crevel, Paul Éluard și Benjamin Péret și ale unor scriitori foști suprarealiști ca Antonin Artaud și Robert Desnos. În paginile revistei au publicat Henri Michaux, Michel Leiris, René Daumal, Pierre Jean Jouve și Pierre Reverdy. Cahiers du Sud a publicat, de asemenea, poeziile lui Joë Bousquet. Printre alți contribuitori au fost Gabriel Audisio, René Nelli, Simone Weil, Marguerite Yourcenar, Walter Benjamin și Paul Valéry.
În 1945 Ballard a format un nou comitet de redacție împreună cu Jean Tortel și Pierre Guerre.

## Autori publicați
- Antonin Artaud
- Roger Bastide
- Gaston Baissette
- Albert Béguin
- Marc Bernard
- Alain Borne
- Joë Bousquet
- Louis Brauquier
- Marcel Brion
- Joseph Delteil
- Roger Caillois
- André Chastel
- Jacques Chessex
- Georges-Emmanuel Clancier
- Robert Crégut
- René Crevel
- René Daumal
- Robert Desnos
- Paul Éluard
- Benjamin Fondane
- André Fraigneau
- René Guénon
- Armel Guerne
- Pierre Jean Jouve
- Jean-Francis Laglenne
- Michel Leiris
- André Masson
- Henri Michaux
- Gérard Murail
- René Nelli
- Gérald Neveu
- Benjamin Péret
- Pierre Reverdy
- Robert Rovini
- Alexandre Toursky
- Simone Weil
- Marguerite Yourcenar